# هینز فرانکل کنرات
هینز فرانکل کنرات (آلمانی: Heinz Fraenkel-Conrat؛ زاده july ۲۹, ۱۹۱۰ – درگذشته ۱۰ آوریل ۱۹۹۹) یک دانشمند در زمینه زیست‌شیمی اهل آلمان بود.